# Barnabas Sibusiso Dlamini
Barnabas Sibusiso Dlamini (15 de mayo de 1942-Manzini, 28 de septiembre de 2018) fue el primer ministro de Suazilandia desde el 26 de julio de 1996 hasta el 29 de septiembre de 2003 y entre el 23 de octubre de 2008 y su renuncia el 4 de septiembre de 2018.

## Biografía
Barnabas Sibusiso Dlamini era licenciado en química por la Universidad de Wisconsin, Estados Unidos (1969); licenciado en Comercio por la Universidad de Sudáfrica (1976). Y además tenía un máster de Administración Empresarial en la Universidad de Nueva York (1982); obtuvo el título de Contabilidad Pública en el estado de Nueva York (1983), y el de Inspector Contable de Suazilandia y Lesoto (1985).
Su vida laboral comenzó con varios trabajos en el campo de la química, hasta que en 1978 fue elegido senador por cinco años. Además en ese periodo de tiempo simultaneó su trabajo en el senado con el de delegado en la Asamblea General de las Naciones Unidas (1978-1981); miembro del Comité sobre Normas Internacionales de Contabilidad y Presentación de Informes (1979-1981); además de un puesto en la consultora  Coopers & Lybrand, en donde alcanzó el grado de socio en 1983-1984.
Dlamini fue nombrado ministro de Economía en 1984 y ocupó el cargo hasta 1993. Fue además director ejecutivo del Fondo Monetario Internacional (FMI) en el periodo 1992-1996, ocupando el cargo los dos primeros años como suplente.
Ocupó el cargo de primer ministro desde el 26 de julio de 1996 hasta el 29 de septiembre de 2003, inmediatamente después fue nombrado consejero del rey Mswati III.
Dlamini fue un candidato, respaldado por el Gobierno de Suazilandia, para el cargo de presidente de la Comisión de la Unión Africana a principios de 2008. pero, posteriormente, el gobierno retiró su candidatura por solidaridad con la Comunidad de Desarrollo de África Austral, a fin de presentar un candidato único.
En octubre de 2008 fue nombrado de nuevo primer ministro, cargo que ocupó hasta su renuncia el 4 de septiembre de 2018.